# Prionosuchus
Prionosuchus is een geslacht van uitgestorven grote temnospondyle Batrachomorpha (basale 'amfibieën'). De enige soort Prionosuchus plummeri is bekend uit het Vroeg-Perm (ergens tussen 299 en 272 miljoen jaar geleden). De fossielen zijn gevonden in wat nu het noordoosten van Brazilië is.

## Naamgeving
De fragmentarische overblijfselen van dit dier zijn gevonden in de Pedra do Fogo-formatie in het Parnaíba-bekken in het noordoosten van Brazilië, in de staten Piauí en Maranhão, en het werd benoemd en beschreven door Llewellyn Ivor Price in 1948. De typesoort is Prionosuchus plummeri. De geslachtsnaam is afgeleid van het Grieks prion, 'zaag'. De soortaanduiding eert geoloog Frederick Byron Plummer die in 1947 overleden was.
De onvolledige schedel van het holotype-exemplaar, DGM no. 320-R, is geschat op vijftig centimeter lang. Er zijn nog meer fragmentarische exemplaren gevonden.

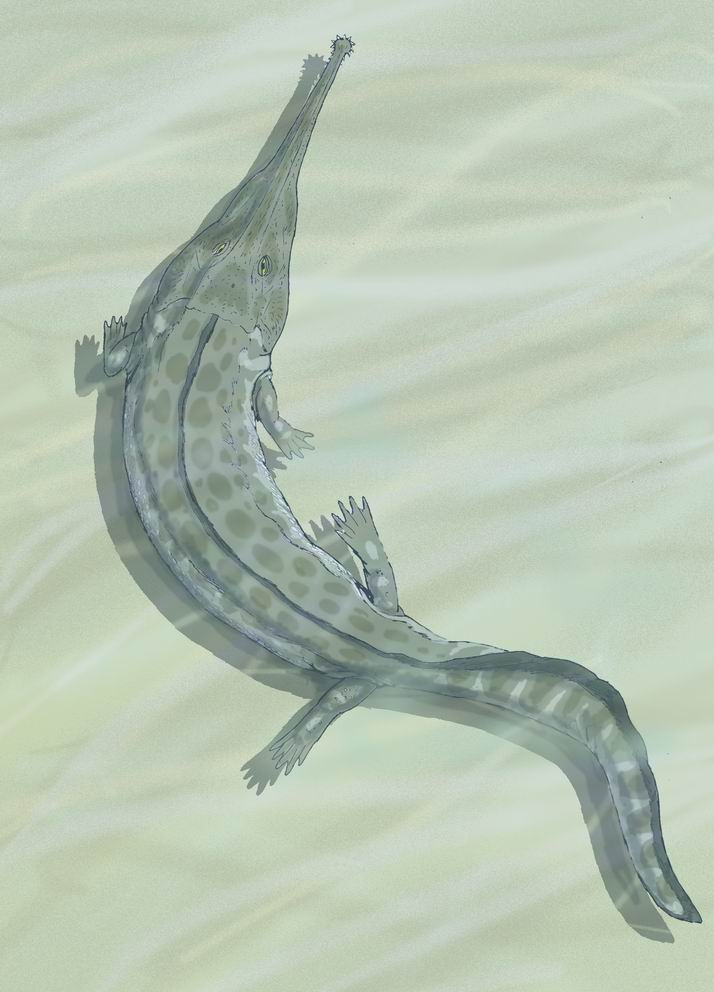
Prionosuchus was een van de grootste waterroofdieren van zijn tijd

Cox en Hutchinson herevalueerden Prionosuchus in 1991 en synonymiseerde het met het geslacht Platyoposaurus uit Rusland. Op basis van deze studie werd de Pedra do Fogo-formatie opnieuw beoordeeld als zijnde van Midden tot Laat-Perm. Echter, studies op basis van planten en pollen geven aan dat deze formatie eigenlijk Vroeg-Perm is, waardoor Prionosuchus geen tijdgenoot is van Platyoposaurus. Meer recent onderzoek verwerpt de latere Perm-datum. Beide geslachten waren vermoedelijk niet identiek.

## Beschrijving
Een zeer fragmentarisch maar zeer groot exemplaar (BMNH R12005) lijkt afkomstig te zijn van een individu die bijna drie keer zo lang is als de meeste andere exemplaren en kan een schedel hebben gehad die tot honderdzestig centimeter lang was. Op basis van verwante soorten en vergelijkingen met levende gavialen, is de totale lichaamslengte van dit exemplaar geschat op meer dan vijfhonderdvijftig centimeter.
Met een langwerpige en taps toelopende snuit, talrijke scherpe tanden, een lang lichaam, korte poten en een staart die was aangepast om te zwemmen, leek het algemene uiterlijk sterk op een moderne gaviaal, en het had waarschijnlijk een vergelijkbare levensstijl als een hinderlaagroofdier, dat zich voedde met vissen en andere waterdieren. Een onderzoek naar de nauw verwante Archegosaurus toont aan dat het een warmtebalans, gasuitwisseling, osmoregulatie en spijsvertering had die meer leek op die van vissen dan van moderne wateramfibieën; hetzelfde gold waarschijnlijk ook voor Prionosuchus.

## Classificatie
Prionosuchus is door Carroll geclassificeerd als een archegosauriër. Het geslacht is monotypisch met Prionosuchus plummeri als enige beschreven soort. De archegosauriërs waren een groep Temnospondyli die tijdens het Perm de ecologische niche van krokodillen en alligators bezetten, en waarvan het Europese geslacht Archegosaurus typerend is. De groep stierf aan het einde van het Perm uit en de nis werd vervolgens gevuld door andere, nieuwe temnospondylen, later vergezeld door reptielen zoals de phytosauriërs in het Trias.

## Paleo-ecologie
Prionosuchus leefde in een vochtige en tropische omgeving, zoals blijkt uit het versteende woud van de Pedra do Fogoformatie waarin fossielen van dit dier zijn gevonden. De lagen bestaande uit siltsteen, leisteen en kalksteen werden afgezet in lagune- en rivieromgevingen. Andere dieren die in dezelfde rotsen zijn ontdekt, zijn onder meer vissen (primitieve haaien, paleonisciden en longvissen) en amfibieën.